# Татаркин, Александр Александрович
Александр Александрович Татаркин (род. 4 июля 1966, Казань) — советский и российский футболист, нападающий.

## Биография
Воспитанник казанской ДЮСШ «Трудовые Резервы».
Играть начал во второй лиге за местный «Рубин» в 1984—1986 годах, далее выступал в первой лиге за ростовские СКА (1987—1989) и «Ростсельмаш» (1989—1991).
В 1992 году перешёл в московский «Спартак», за который сыграл 9 матчей и забил один гол в чемпионате России. Однако вскоре перешёл в хорватский клуб «Истра 1961», где провел сезон 1992/93.
В 1993 году вернулся в России, где играл за «Локомотив» Москва (1994—1995), ФК «Тюмень» (1996—1997), «Волгарь-Газпром» Астрахань (1998—1999), «Ладу» Тольятти (1999). После окончания профессиональной карьеры играл за любительские клубы НТЦ Тольятти (2000), «Водник» Ростов-на-Дону (2001).
С 2011 года является тренером «Академии футбола им. Виктора Понедельника» (Ростов-на-Дону).

## Достижения
- Чемпионат России:

Чемпион: 1992
Серебряный призёр: 1995
Бронзовый призёр: 1994
- Обладатель Кубка СССР/СНГ: 1992
- Лучший бомбардир Спартакиады народов СССР: 1986 (8 забитых мячей)[источник не указан 1908 дней]